# NGC 5278/79
NGC 5278/79 = Arp 239 ist ein wechselwirkendes Galaxienpaar im Sternbild Ursa Major mit einer Morphologie vergleichbar M51. Es ist rund 342 Millionen Lichtjahre von der Milchstraße entfernt.
Halton Arp gliederte seinen Katalog ungewöhnlicher Galaxien nach rein morphologischen Kriterien in Gruppen. Diese Galaxie gehört zu der Klasse Galaxien mit Anzeichen für eine Aufspaltung.
Das Objekt wurde am 14. April 1789 von William Herschel entdeckt. Am 4. Mai 1831 beobachtete John Herschel dieses von seinem Vater katalogisierte Objekt erneut und stellte fest, dass es sich um einen „Doppelnebel“ handelte. Dreyer notierte das erste, etwas hellere Objekt in seinem New General Catalogue als NGC 5278, das zweite als NGC 5279.

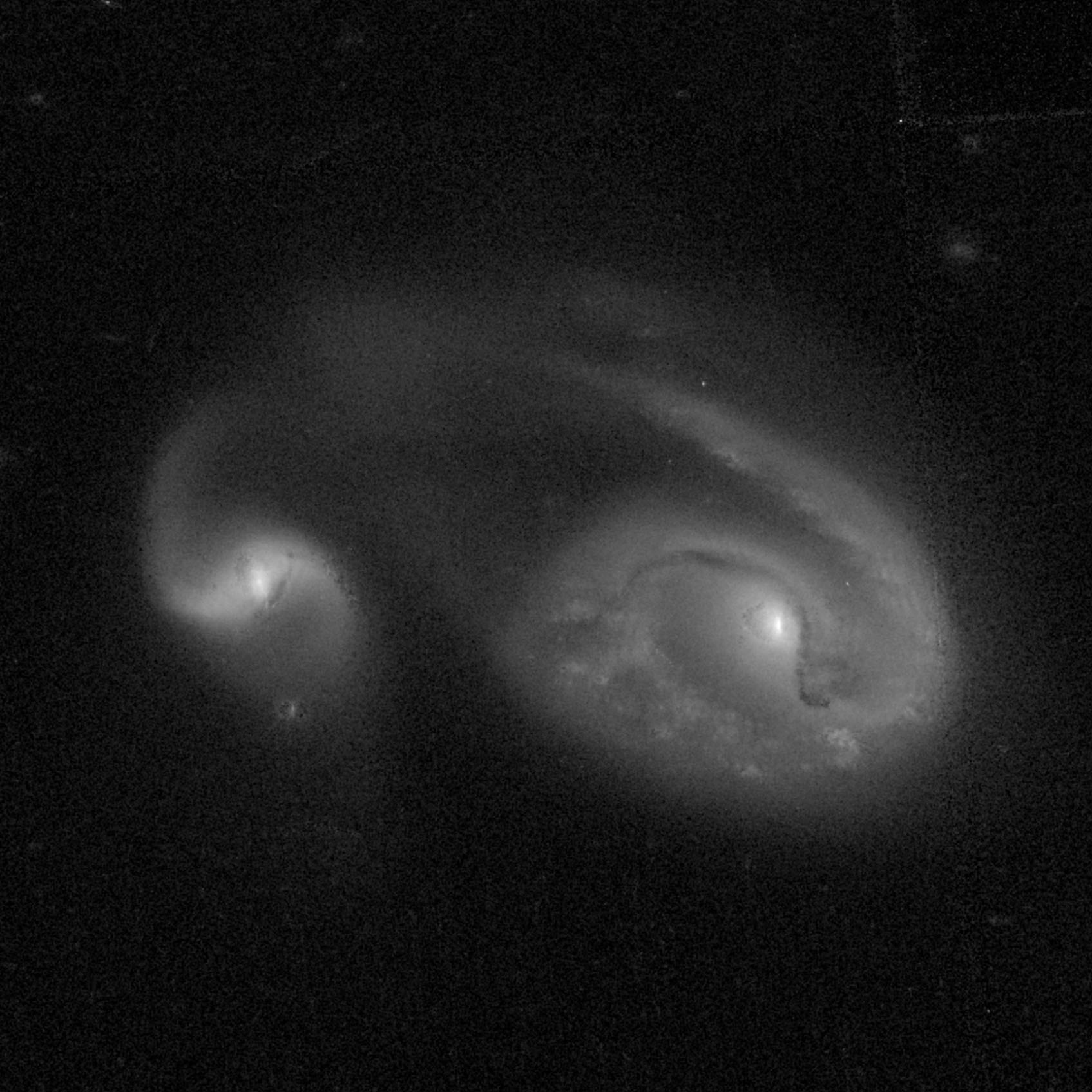
Aufnahme mithilfe des Hubble-Weltraumteleskops